# Honorat de Tolosa
Per a d'altres persones anomenades Honorat vegeu: Honorat
Honorat de Tolosa (Navarra?, s. III - Tolosa de Llenguadoc, segona meitat del s. III) va ser venerat, des del 1265, com el segon bisbe de Tolosa de Llenguadoc, successor de Sant Sadurní i com a sant per l'Església catòlica. En realitat, mai no va existir i és el producte d'una llegenda pietosa.

## Hagiografia

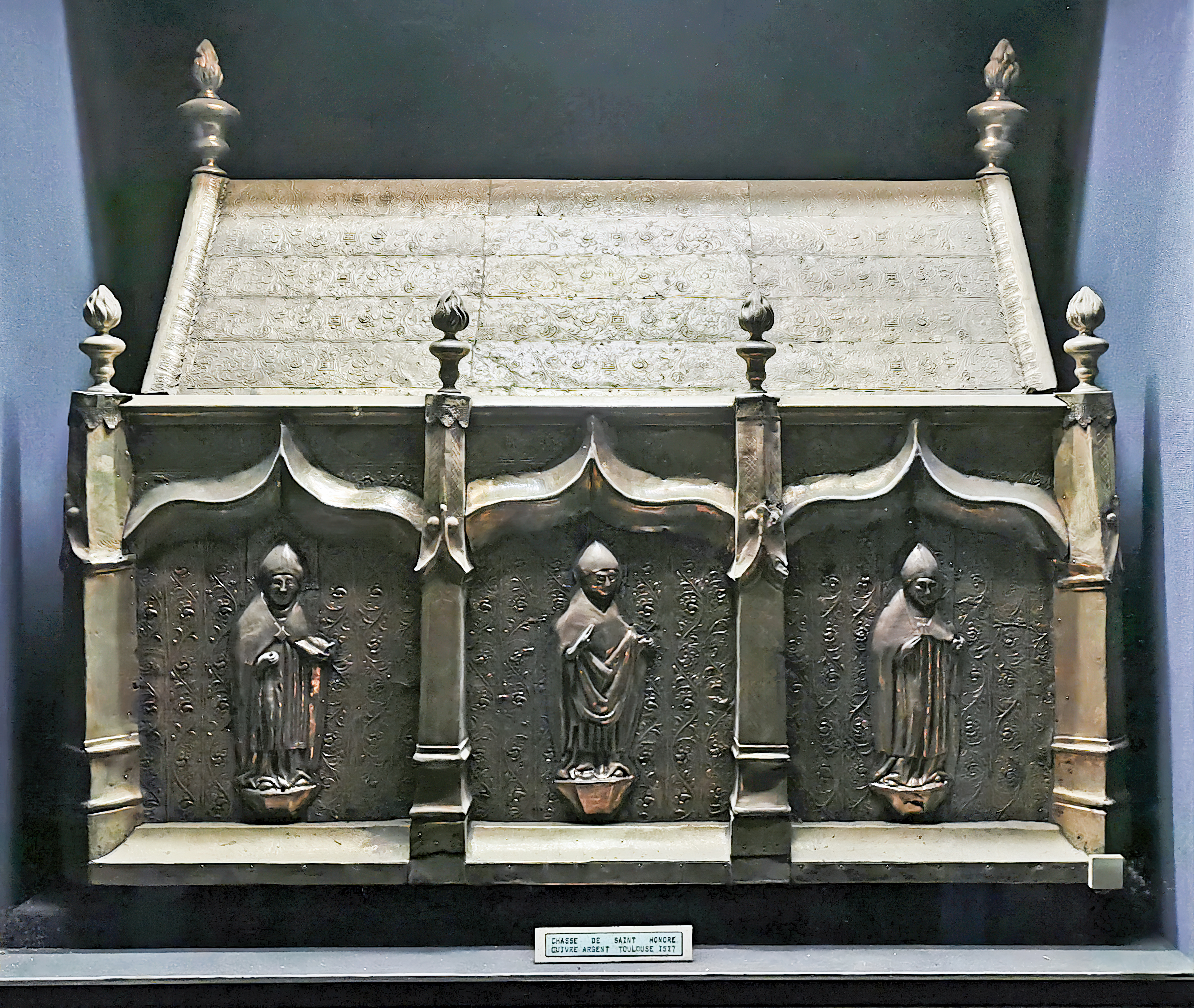
Reliquiari de Honorat de Tolosa Basílica de Sant Serni (Tolosa)

Se'n conserven poques notícies, entre les quals que va ser el segon bisbe de Tolosa. Hauria estat convertit al cristianisme per Sadurní de Tolosa. La llegenda diu que va instruir i consagrar bisbe Fermí de Pamplona, quan, convertit, va arribar a Tolosa. Altres llegendes el fan originari de Navarra, on Sadurní l'hauria convertit.
El seu culte començà cap al 1256, quan el 3 d'octubre se'n trobaren les restes a la Basílica de Sant Sadurní de Tolosa. A la cripta de la basílica hi ha un sarcòfag la coberta del qual porta gravada la inscripció, en lletres gòtiques: S(ANCT)VS HONORAT[VS]. La seva festivitat litúrgica és el 22 de desembre.
El seu nom, al·legòric, apareix a la llegenda de Sant Fermí d'Amiens, qualificada com una de les "peces més fabuloses" de l'hagiografia medieval i a les actes de martiri de Sant Sadurní, també tardanes i inversemblants. Comença a aparèixer als episcopologis el 1296 i al breviari, amb festivitat litúrgica, el 1404. Duchesne, però, el descarta en 1907 com a figura apòcrifa i llegendària.
En 1938 va ser eliminat del calendari litúrgic de Tolosa després de consultar-ho amb la Santa Seu, que el 5 de gener de 1939 va decretar-ne la supressió. Baccrabère i Magnou-Nortier o P. Cabau ja no l'inclouen a les seves llistes de bisbes de 1983 i 1999, respectivament.